# U-boat

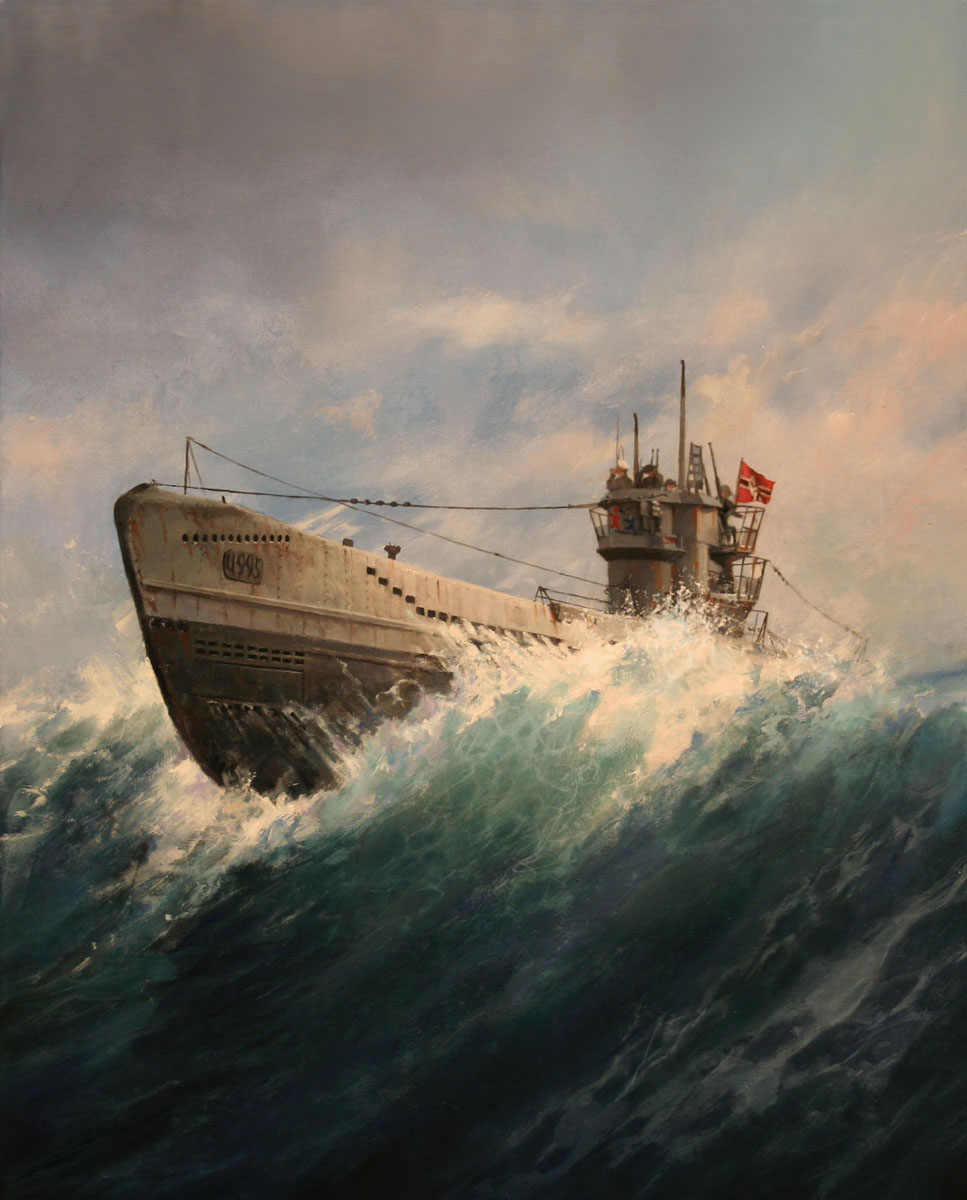
«U-boat», картина Аугусто Ферреры-Далмау, 2012 год

U-boat — англифицированная версия немецкого слова U-Boot, являющегося в свою очередь сокращением от Unterseeboot, и означающего «подводная лодка». Если немецкий термин относится ко всем субмаринам без исключения, то английский (и несколько языков ещё) соотносят его непосредственно к военным подводным лодкам, применявшимся Германией в Первую и Вторую мировые войны. Хотя они и являлись эффективным средством борьбы с военными кораблями, более эффективным их применением было рейдерство на коммерческих линиях, как средство ведения экономической войны, а также поддержка надводной блокады грузоперевозок противника. Основными целями U-boat в обеих войнах являлись торговые конвои, перевозящие товары из Канады, Британской империи и США на Британские острова и (во время Второй Мировой Войны) в Советский Союз и страны-союзники в средиземноморье. Австро-венгерские субмарины времен Первой мировой войны (и до неё) так же были известны как U-boat.
Термин был широко введён сэром Уинстоном Черчиллем. В официальном коммюнике, выпущенном им после развёртывания немецкими лодками войны против британского судоходства, Черчилль постановил, что немецкие лодки впредь должны именоваться U-boats, тогда как подводные лодки союзников — Submarines. Разница объяснялась так: «Немецкие подводные лодки — подлые и презренные подонки, которые топят наши суда. А субмарины — доблестные и благородные рыцари, которые топят их».

## Довоенные
Первой подводной лодкой, построенной в Германии, являлся двухместный Брандтаухер, затонувший в гавани Киля во время первого пробного погружения.
Он был сконструирован в 1850 году изобретателем и инженером Вильгельмом Бауэром и построен на верфи «Машиненбауанштальт Швеффель и Говальдт» (а точнее инженером Августом Говальдтом — одним из основателей этой фирмы) в Киле для Императорских военно-морских сил. Позднее, в 1887 году во время выемки грунта, Брандтаухер был обнаружен и через шестнадцать лет поднят для установки в музее в Германии, где и находится по сей день.
В 1890 году по чертежам Торстена Норденфельта были построены W1 и W2. В 1903 году верфь Germaniawerft в Киле завершила первую немецкую полностью рабочую субмарину Форель, проданную России во время Русско-японской войны в апреле 1904 года. Первый проект был разработан испанским инженером Раймондо Лоренцо д’Эквилеем-Монтжустин (исп. Raymondo Lorenzo d'Equevilley Montjustin) (субмарина Нарвал), создававшем дизайн первой немецкой U-boat, SM U-1 — на основе русской экспортной модели, заказанной для Русско-японской войны. U-1 была зачислена в состав флота 14 декабря 1906 года. Конструктивно она основана на типе «Карп», имела двойной корпус, керосиновые двигатели системы Кёртинга и несла одну торпеду. Следом за ней была построена SM U-2, на 50 % больше и снабженная двумя торпедами. Первый дизельный двигатель появился на U-Boat лишь в 1912—1913 годах в проекте типа SM U-19. В начале Первой мировой войны Германия располагала 48 субмаринами 13 классов готовыми или в постройке. Первая немецкая U-boat SM U-1 была исключена из состава флота в 1919 году и в данный момент является музейным экспонатом в Немецком музее в Мюнхене.

## Первая мировая война

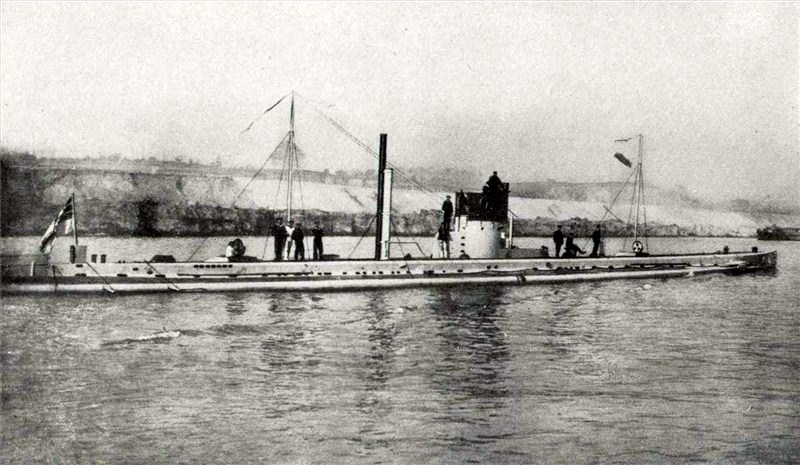
Немецкая субмарина U-9 (1910).

В начале Первой мировой войны Германия имела в строю лишь 28 подводных лодок, однако в первые же десять недель ими были потоплены пять британских крейсеров. 5 сентября 1914 года HMS Pathfinder был потоплен SM U-21 и вошёл в историю как первый корабль, потопленный подводной лодкой при помощи самодвижущейся торпеды. 22 сентября SM U-9 за час потопила устаревшие британские HMS Aboukir, HMS Cressy и HMS Hogue (эскадра-"приманка")
В Дарданелльской операции весной 1915 года в Восточном Средиземноморье, немецкие U-boat, в особенности SM U-21, воспрепятствовали артиллерийской поддержке войск союзников при помощи додредноутов, потопив два из них.
За первые несколько месяцев войны противоторговые действия U-boat заставили пересмотреть правила ведения морской войны, четко указав взаимодействие с вражескими гражданскими судами и их пассажирами. 20 октября 1914 года SM U-17 возле Норвегии потопила первое торговое судно SS Glitra. Надводные торговые рейдеры показали свою неэффективность, и 4 февраля 1915 года Кайзер заявил об объявлении военной зоной вод вокруг Британских островов. Это привело к уничтожению британских минных полей и блокаде грузоперевозок. Инструкции, данные командирам U-boat, разрешали топить им любые торговые суда, включая потенциально нейтральные, без предупреждения.
20 мая 1915 года U-20 потопила лайнер RMS Lusitania одним торпедным попаданием, однако ходят упорные слухи о втором взрыве, вызванном ещё одной торпедой или взрывоопасным грузом. Она унесла с собой 1198 жизней, 128 из которых американских граждан, включая известного театрального продюсера Чарльза Фромана (англ. Charles Frohman ) и Альфреда Гуайна Вандербилта I (англ. Alfred Gwynne Vanderbilt I) — члена влиятельной семьи Вандербилтов. Потопление глубоко шокировало Союзников и сочувствующих им в связи с атакой невооруженного пассажирского судна. В соответствии с грузовой декларацией RMS Lusitania несла военный груз. До потопления парома SS Sussex никакой существенной реакции США не последовало.
Первоначально реакцией США была угроза разорвать любые дипломатические отношения, что вынудило Германию выпустить Сассекские обязательства, вновь наложившие ограничения на действия U-boat. США повторили, что, в случае гибели американских граждан в результате действий Германии, последней будет объявлена война, что заставило Германию снова полностью соблюдать правила ведения морской войны. Это, однако, в значительной мере снизило эффективность флота U-boat, в результате чего немцам пришлось разработать стратегию избирательных надводных действий, кульминацией которой стало Ютландское сражение.
Хотя Германия и одержала тактическую победу в Ютландии, британский Гранд Флит продолжал доминировать на море. Необходимо было восстановить эффективную антикоммерческую деятельность U-boat. Вице-адмирал Рейнхард Шеер, командующий Флотом открытого моря, настаивал на полномасштабной подводной войне, убежденный в том, что огромные потери грузов при перевозке вынудят Британию начать мирные переговоры ранее, чем США среагируют.

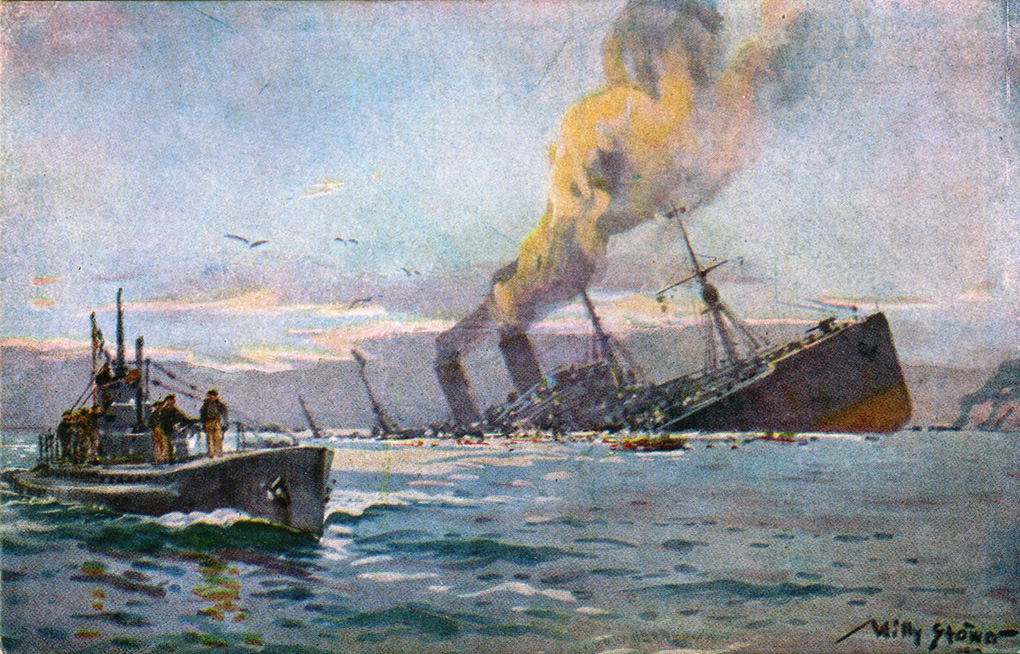
Военный транспорт, потопленный U-boat. Рисунок Вилли Стёвера (Willy Stöwer)

Переосмысленная немецкая кампания была эффективна, в промежутке между октябрем 1916 года и январем 1917 года на дно было отправлено 1,4 млн тонн груза. Однако, несмотря на это, военная и политическая ситуация требовали ещё больше усилить давление на союзников, в результате чего 31 января 1917 года Германия объявила, что её U-boat c 1 февраля начинают Неограниченную подводную войну. 17 марта немецкие субмарины потопили три американских торговых судна. Результатом этого, а также благодаря приданию огласке телеграммы Циммермана, явившейся последней каплей в чаше терпения, стало объявление в апреле 1917 года США войны Германии.
Неограниченная подводная война в апреле 1917 года поначалу была весьма успешной, позволив потопить подавляющее большинство британских грузов. Однако создание вооружённых конвоев привело к тому, что немецкая стратегия сначала стала пробуксовывать, а затем и вовсе оказалась неудачной, в связи с сокращающимся количеством уничтожаемых перевозок Союзников. 11 ноября 1918 года вступило в силу перемирие и все выжившие немецкие субмарины сдались. Из 360 построенных ПЛ 178 было потеряно, однако ими было уничтожено 11 млн тонн грузов. По одной оценке, к 1917 году немецкими подводными лодками было потоплено 30 процентов всех существовавших в мире торговых судов.

### Классы
- Лодки с керосиновыми двигателями Кёртинга
  - Type U 1, Type U 2, Type U 3, Type U 5, Тип U-9, Type U 13, Type U 16, Type U 17
- Дизельные лодки Mittel-U MAN
  - Type U 19, Type U 23, Type U 27, Тип U 31, Type U 43, Type U 51, Type U 57, Type U 63, Type U 66, Type Mittel U
- U-крейсера и торговые U-boats
  - Type U 139, Type U 142, Type U 151, Type UD 1
- Прибрежные торпедные лодки UB
  - Type UB I, Type UB II, Type UB III, Type UF, Type UG
- Прибрежные миноукладчики UC
  - Type UC I, Type UC II, Type UC III
- Океанские миноукладчики UE
  - Type UE I, Type UE II

### Сдача флота
По условиям перемирия все U-boat должны были немедленно сдаться. Все лодки в своих водах должны были перейти на британскую базу подводных лодок в Харидже. Весь процесс был быстро завершен, и в основном всё прошло без осложнений, после чего лодки были изучены и разрезаны на металл, либо же переданы Союзникам. Стивен Кинг-Холл (англ. Stephen King-Hall) детально описал процесс сдачи флота.

## Межвоенный период
По окончании Первой мировой войны, как часть Парижской мирной конференции, был подписан Версальский договор, ограничивавший общий тоннаж немецкого надводного флота и напрямую запрещавший постройку субмарин.
Немецкие военно-морские силы в строю, по прошествии двух месяцев с даты подписания настоящего Договора не могут превышать: 6 броненосцев типа «Брауншвейг», 6 лёгких крейсеров, 12 эсминцев, 12 миноносцев или равного им числа судов, построенных для замены устаревших, в соответствии с параграфом 190 настоящего Договора. Сумбарины не могут быть засчитаны как часть этого списка. Все остальные суда должны быть выведены из состава флота или использованы в коммерческих целях, если текущие контракты прямо не гласят обратного.
Параграф 181 Версальского договора
Германии запрещено получать новые военные суда кроме как для замены единиц, находящихся в строю и удовлетворяющих параграфу 181 настоящего Договора[...].
Параграф 190 Версальского договора
Дабы формально не нарушать договор, под контролем Германии уже в 1922 году, в Гааге был создан офис разработки субмарин NV Ingenieurskantoor voor Scheepsbouw. Официально фирма разрабатывала подводные лодки для третьих стран, как то, например, финская субмарина Весикко, являвшаяся прообразом немецких субмарин типа II. Персонал подводных лодок обучался посредством командировок во флота этих стран. Параллельно с этим в Швеции велась программа разработки торпед.
В 1926 году Германия присоединилась к созданной в 1920 году Лиге Наций, за чем последовала ратификация Англо-германского морского соглашения в 1935 году, в котором было дано определение подводной войне и указаны правила её ведения по состоянию на начало Первой мировой войны. В основном это было сделано по инициативе Британии, осознавшей, что применение морских коммуникаций серьёзно скомпрометировано массовым использованием субмарин. Это было достаточно логичным шагом — политически и физически ограничить Германии возможность владения подводным флотом. В совокупности с разработкой концепции конвоев и массовым использованием первых гидролокаторных систем (ASDIC), сделало субмарины устаревшим оружием, и заставило Германию срочно приступить к реализации Плана «Z» по модернизации и обновлению концепции кораблей времён Первой мировой войны. Однако далеко не все военные верха придерживались мнения о бесполезности подводного флота и, в виде противовеса, Нимицем и Дёницем была разработана стратегия и концепция использования субмарин.
Так или иначе, Англо-германское морское соглашение (1935) открыло Германии легальную возможность для строительства подводного флота, однако наложило ограничение по его размеру, который не должен был превосходить Британский подводный флот. На начало Второй мировой войны у Германии уже было 65 U-boat, 21 из которых были в море и готовы к военным действиям.

## Вторая мировая война
Во время Второй мировой войны применение U-boat имело важнейшую роль в Битве за Атлантику, продолжавшейся на протяжении всей войны. Германия обладала крупнейшим подводным флотом, в то время как Версальский договор ограничивал надводные силы шестью линкорами (не более 10 000 тонн каждый), шестью крейсерами и двенадцатью эсминцами. Премьер-министр Уинстон Черчилль писал «За всю войну меня пугала только угроза U-boat».

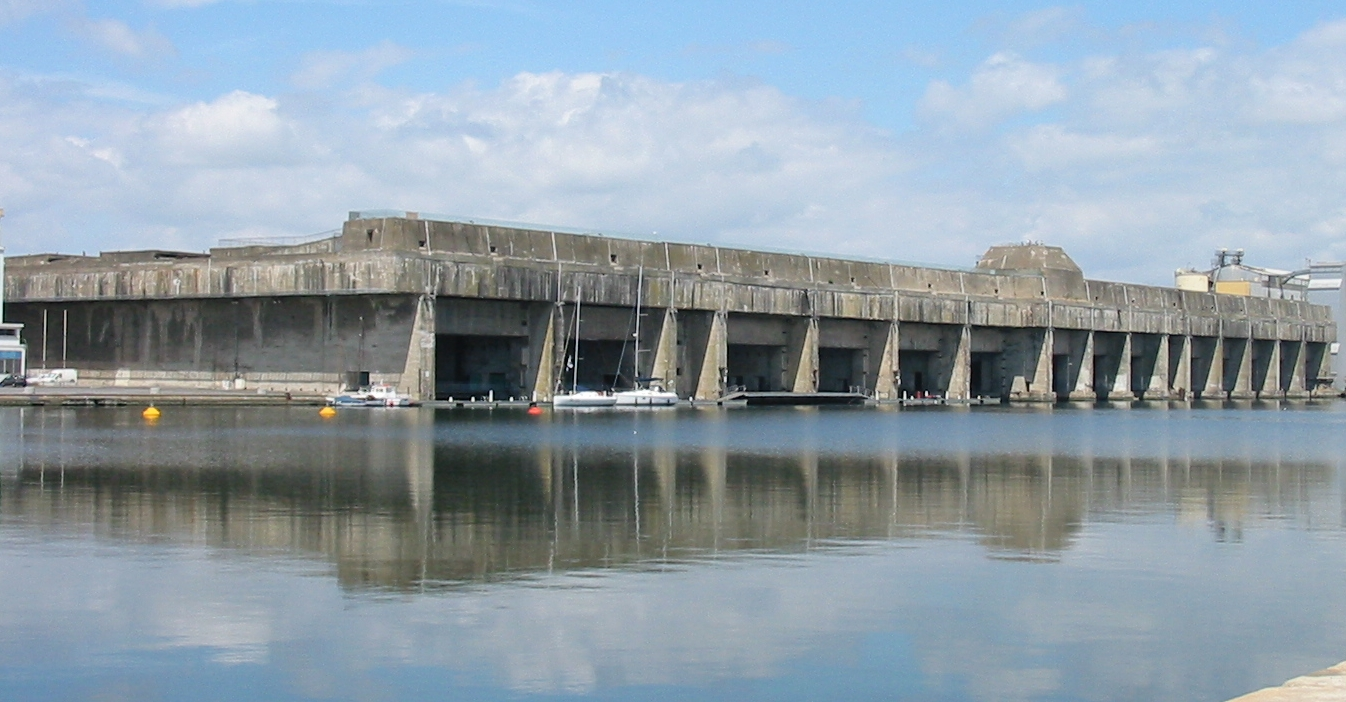
Бункер подводных лодок в г.Сен-Назер

На ранних стадиях войны U-boat были очень эффективны в отношении уничтожения грузов Антигитлеровской коалиции, особенно в середине Атлантики, где не было стабильного воздушного прикрытия. Через Атлантику шло активное перемещение военных припасов и пищевых продуктов, являвшееся критичным для выживания Британии. Эти непрерывные нападения вынудили Британию применить такие новые средства защиты и обнаружения, как гидролокатор и радар, а немецкие U-boat ответили разработкой того, что впоследствии было названо «Волчьими стаями», когда несколько субмарин действуют сообща и на небольшой дистанции, что позволяет потопить конкретную цель с большей гарантией. Позднее, когда США присоединились к войне, U-boat расширили зону действий до атлантического побережья США, от Канады до Мексиканского залива и от Арктики до западных и южных берегов Африки, заходя на восток аж до самого Пинанга (Малайзия). Вооружённые силы США боролись с немецкими набегами на Америку, применяя различные тактики, включая военную иностранную разведку, и в особенности на Карибах, чтобы не позволить немецким U-boat получать поддержку в местных портах.
По причине того, что скорость и дальность плавания в подводном положении, при питании от аккумуляторных батарей, были очень серьёзно ограничены, U-boat требовалось большинство времени находиться на поверхности, двигаясь под дизелями, погружаясь только будучи атакованными, или во время редких дневных торпедных атак. Их корпуса, более похожие на корпуса надводных кораблей, отражали тот факт, что, по большому счету, это были именно надводные суда, имевшие возможность по необходимости погружаться. Это являет собой полную противоположность цилиндрическим корпусам современных атомных подводных лодок, которые дают гораздо лучшую гидродинамику в подводном положении (где они и проводят большую часть своего времени), но менее устойчивы на поверхности. На самом деле U-boat были значительно быстрее на поверхности, чем под водой, в противоположность современным лодкам. Чаще всего, в ранние годы войны, U-boat атаковали в ночное время, находясь на поверхности. Этот период, предшествовавший разработке Антигитлеровской коалицией действительно эффективной противолодочной тактики (ASW), назывался немецкими подводниками «die glückliche Zeit» или «счастливое время».

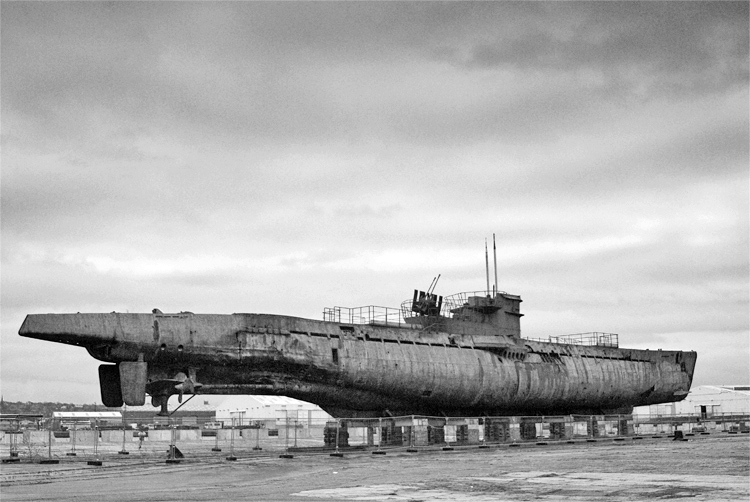
U-534, в доках Биркенхеда, Мерсисайд, Англия

### Торпеды
Основным оружием U-boat были торпеды, хотя мины и палубные орудия (в надводном положении) так же применялись. К концу войны торпедами U-boat были потоплены почти 3000 кораблей антигитлеровской коалиции (175 военных, а остальные торговые). Первые немецкие торпеды времён Второй мировой войны имели возможность лишь двигаться прямо, однако позднее, по ходу войны, были разработаны наводимые и маневрирующие варианты. Они были снабжены двумя типами взрывателей: ударным, срабатывавшим при касании с твёрдым объектом, и магнитным, срабатывавшем при изменении магнитных полей на расстоянии нескольких метров. Одним из наиболее эффективных методов применения магнитных детонаторов был пуск торпеды прямо под килем цели. Взрывной волной судно просто разламывало надвое. Теоретически даже тяжелобронированные суда могли быть потоплены или хотя бы серьёзно повреждены единственным удачным попаданием. На практике же, однако, оборудование торпед, в частности, рули удержания глубины, равно как и взрыватели, в первые восемь месяцев войны были заметно ненадежны. Зачастую торпеды уходили на неверную глубину, взрывались досрочно или же не взрывались вовсе, безвредно отскакивая от корпуса цели. Наиболее очевидно это стало во время Датско-норвежской операции (вторжения в Норвегию), когда различные опытные командиры U-boat не могли повредить британские транспорты и военные суда по причине отказа торпед. В большинстве своем отказы торпед случались по причине недостаточной протестированности. Магнитные детонаторы были чувствительны к механическим колебаниям во время движения торпеды благодаря искажениям магнитных полей Земли в высоких широтах. Эти недостатки были устранены наравне с проблемами сохранения глубины в начале 1942 года.
Позднее во время войны Германия изобрела торпеды с акустическим наведением G7/T5. В основном эта разработка велась для борьбы с эскортом конвоев. Акустические торпеды должны были двигаться по прямой 400 м, а затем поворачивать в сторону источника наибольшего шума. Иногда это заканчивалось наведением торпеды на саму U-boat — именно таким образом были потоплены как минимум две субмарины. Вдобавок было обнаружено, что эти торпеды эффективны только против кораблей, идущих со скоростью более 15 узлов (28 км/час). В любом случае антигитлеровская коалиция научилась бороться с этими торпедами при помощи шумопостановщиков, таких как, к примеру, Foxer, FXR, CAT and Fanfare. Немцы ответили созданием в конце войны новой версии акустической торпеды G7es, которая, впрочем, не успела получить широкого применения.
U-boat также снабжались различными типами маневрирующих торпед, которые, отбежав по прямой заданную дистанцию, начинали ходить кругами или ёлочкой, что увеличивало шанс попадания при промахе по основной цели при стрельбе по конвоям.

### Разработки U-boat
За время Второй мировой войны Кригсмарине произвели большое число различных типов U-boat, в соответствии с развитием технологий. Большинство, впрочем, относилось к типу VII, благодаря этому ставшей известной на флоте как «рабочая лошадка», и являющейся по сей день самой массовой серией субмарин. Лодки типа IX были больше, и разрабатывались специально для дальних походов, достигая Японии и восточного побережья США. Создавая U-boat типа XXI немецкие дизайнеры осознали, что от подводных возможностей U-boat зависит как её боевая эффективность, так и сам факт выживания, и именно этот тип лодок положил начало борьбе за способность долгое время находиться под водой. Тип XXI обладал революционными обводами корпуса, которые впоследствии стали основой для создания атомной субмарины USS Nautilus. Её двигательная установка была снабжена аккумуляторными батареями большой ёмкости, позволявшими ей передвигаться в подводном положении длительное время и достигать беспрецедентных скоростей под водой. Установка этих аккумуляторов стала возможна в отсеки, ранее занятые ёмкостями с перекисью водорода для турбины Вальтера на неудачном проекте типа XVII.
Во время войны происходила гонка вооружений между Антигитлеровской коалицией и Кригсмарине, особенно в области обнаружения и скрытности. Гидролокатор (Сонар или ASDIC в Великобритании) позволил кораблям союзников обнаруживать погруженные U-boat вне визуального контакта, но был неэффективен против надводных судов, что привело к тому, что ночью или при плохой погоде U-boat было гораздо безопаснее находиться в надводном положении. В то же время достижения в разработке радаров стали практически смертельны для экипажей U-boat, особенно после того, как были разработаны устройства для установки на самолётах. В виде противомер U-boat снабжались приемниками радарных сигналов, дававшим им достаточно времени для погружения, прежде чем противник сможет подойти на дистанцию поражения. Так или иначе, в какой-то момент времени Антигитлеровская коалиция переключилась на сантиметровый радар (неизвестный Германии, что сразу же сделало радар-детекторы абсолютно неэффективными. Радарные системы U-boat так же были разработаны и установлены, но большинство командиров не использовало их, боясь выдать свою позицию патрулям противника.
Идею шноркеля немцы взяли с захваченных голландских субмарин, хотя и не применяли её на своих лодках практически до окончания войны. Шноркель представлял собой выдвижную трубу, снабжавшую дизели воздухом в подводном положении на перископной глубине, и позволявший лодке двигаться и заряжать аккумуляторные батареи, сохраняя скрытность. Это, однако, было далеко не идеальное решение. Проблемы с клапанами устройства, залипавшими в открытом или закрытом положении при плохой погоде, приводили к тому, что дизели внезапно высасывали из корпуса лодки (использовавшегося в виде буфера давления) воздух, и экипаж получал очень болезненный удар по барабанным перепонкам, иногда приводивший к их повреждению. Также на U-boat существовала проблема удаления выхлопов, когда лодка проводила достаточно большое время без всплытия. Скорость была ограничена 8 узлами (15км/ч) для предотвращения складывания устройства набегающим потоком воды. Так же шноркель делал лодку ужасно шумной, приводя к полной глухоте гидролокаторов. И, наконец, радары Антигитлеровской коалиции стали настолько совершенными, что засекали даже саму мачту шноркеля за пределами визуального обнаружения.
Последние U-boat покрывались слоем резинового шумопоглотителя, делавшего их менее видимыми для гидролокаторов. Также она снабжались установками сброса химических пузырьковых ложных целей известных как Больд в честь мифического существа кобольда.

### Типы лодок
- Тип I — Две большие и отчасти экспериментальные, отличались сложностью управления, в серию не пошли.
- Тип II — Малые лодки, прозванные «каноэ». Использовались в начале войны, потом по большей части стали учебными.
- Тип VII — Более известны как 'рабочие лошадки' U-boat, благодаря выпуску во время ВМВ более 700 активных единиц.
- Тип IX — Океанские U-boat, принимавшие участие в операциях в Индийском океане вместе с Японией (Группа Муссон) и Южной Атлантике.
- Тип X — Немногочисленные подводные минные заградители, по отзывам — слишком большие и неуклюжие.
- Тип XIV — Использовались для снабжения других U-boat, более известны под именем Дойная корова.
- Тип XVII — Несколько экспериментальных лодок с парогазовыми турбинами Вальтера.
- Тип XXI — Более известны как Электролодки (нем. Elektroboot)
- Тип XXIII — Малые электролодки.
- Карликовые лодки, включая «Бибер», «Хаи»[англ.], «Мольш»[англ.] и «Зеехунд»
- Незавершённые проекты подводных лодок Германии периода ВМВ

### Меры противодействия
Улучшения в тактике конвоев, высокочастотные радиокомпасы (так же известные как «Huff-Duff»), радары, активные сонары, глубинные бомбы, противолодочные миномёты (так же известные как «Хеджхог» — «Ёжик»), периодические взломы немецких военных кодировок, разработка Leigh light, широкий спектр эскортных самолётов (в особенности совместно с Эскортными авианосцами, использование кораблей-ловушек и полное присоединение к войне США с их бешеным объёмом строительства транспортных судов, играло не в пользу U-boat. В конце концов, флот U-boat стал задыхаться от потерь, утратив 793 субмарины и 28 000 подводников (75 % потерь — высочайший среди всех немецких вооружённых сил времен ВМВ).

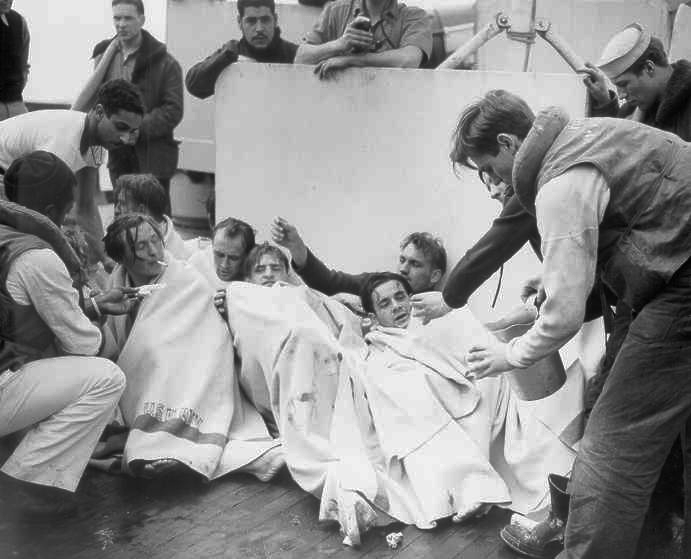
Выжившие с U-175 после её потопления USCGC Spencer, 17 апреля 1943 года

В то же время Антигитлеровская коалиция уничтожала верфи и базы U-boat с помощью стратегических бомбардировок.

### Шифровальная машина Энигма
Британия получила неоспоримое преимущество, получив возможность читать некоторые немецкие военные кодировки. Понимание принципов и методов немецкого кодирования было получено через Францию от польских криптографов. После этого кодовые книги и оборудование были захвачены на немецких плавучих метеостанциях и с захваченных U-boat. Группа аналитиков, включая Алана Тьюринга использовала специально созданные «Бомбы» и ранние компьютеры для взлома немецких кодов, после того как они были раскрыты. Скоростное декодирование сообщений было жизненно необходимо при проведении конвоев мимо волчьих стай и позволило вплотную заняться перехватом и уничтожением флота U-boat. Это было продемонстрировано в феврале 1942 года, после того как Германия внезапно изменила военно-морские коды, и эффективность волчьих стай, пока не были вскрыты новые коды, была ужасающей.
В 1941 году Королевским флотом была захвачена лодка типа IXB U-110, с которой и были получены машина Энигма и документация по ней. В октябре 1942 года британцами так же была захвачена U-559, прежде чем она затонула три моряка проникли на борт и выбросили с субмарины кодовые книги. Двое из них, матрос первого класса Колин Гразье (англ. Colin Grazier) и лейтенант Фрэнсис Энтони Блэр Фэссон (англ. Francis Anthony Blair Fasson) продолжали выбрасывать книги с судна даже после того, как оно ушло под воду, и утонули вместе с ним. В дальнейшем книги были захвачены в рейде на плавучие метеостанции. 6 марта 1944 года U-744 была захвачена экипажем канадского судна HMCS Chilliwack, и с неё так же были взяты коды, однако это было близко к окончанию войны, и большинство информации уже было известно.
В июне 1944 года флотом США была захвачена лодка типа IXC U-505. В данный момент она является музейным судном в Чикаго в Музее науки и промышленности.

### Битва за остров Белл
Два события произошли в 1942 году, после того как немецкие U-boat потопили четыре рудовоза Антигитлеровской коалиции возле острова Белл, Ньюфаундленд. 5 сентября 1942 года U-513 потопила грузовые суда SS Saganaga и SS Lord Strathcona, а 2 ноября 1942 года U-518 потопила SS Rosecastle и PLM 27, в которых погибло 69 человек. После того как субмарина пустила торпеду в пирс, остров Белл стал единственным местом в Северной Америке, подвергшемся прямой атаке немецких вооружённых сил во Второй мировой войне.

### Операция «Дэдлайт»
Под кодовым именем операции «Дэдлайт» скрывается затопление U-boat, сдавшихся Антигитлеровской коалиции после поражения Германии в конце войны. Из 154 сдавшихся U-boat, 121 были затоплены на глубине возле порта города Лисахалли, графство Лондондерри, Северная Ирландия и в Лох Риан, Шотландия в конце 1945 года и начале 1946 года.

## Последствия Второй мировой войны

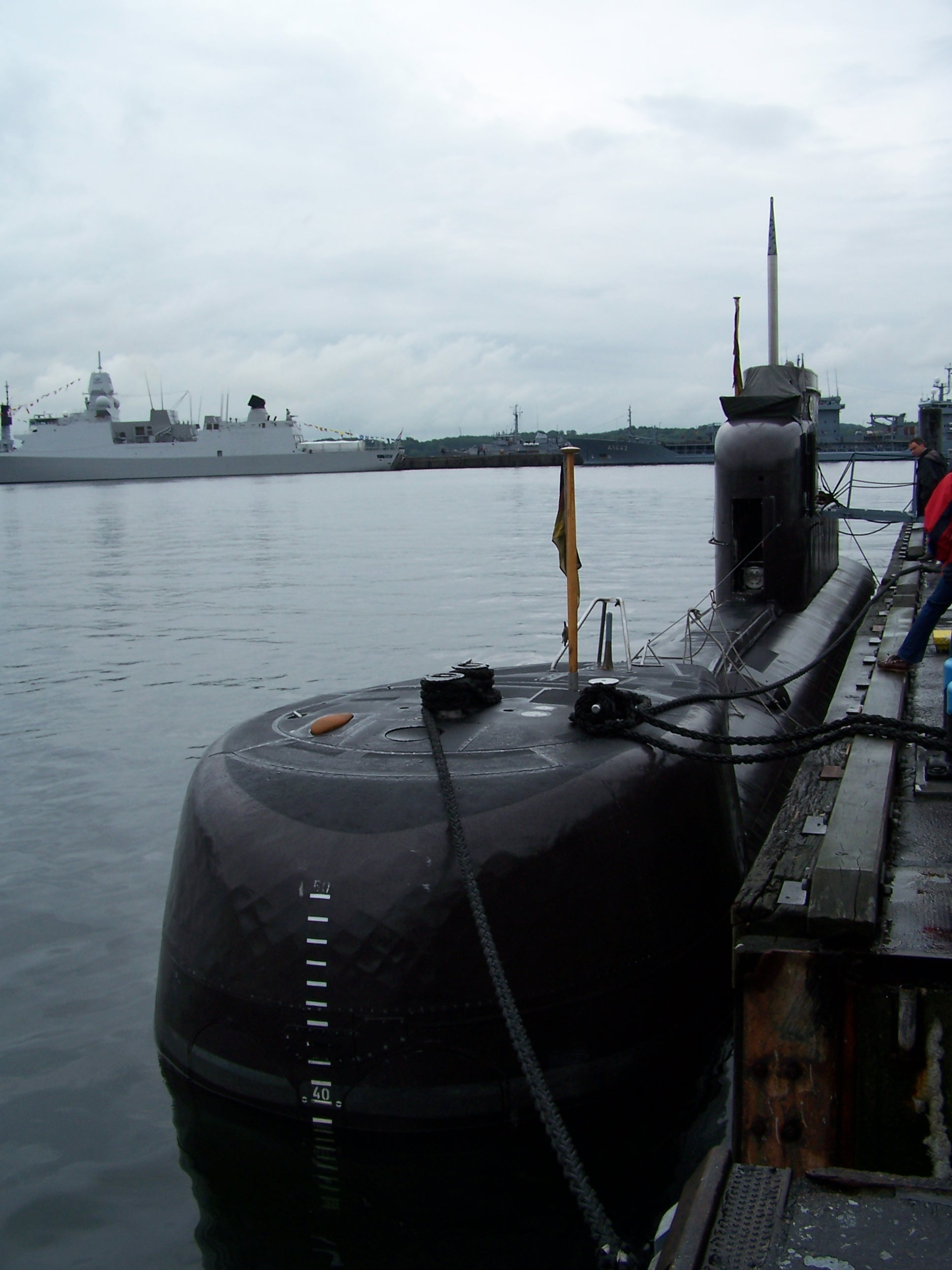
U-15, подводная лодка типа 206 ВМС Германии во время Кильской недели в 2007 году

С 1955 года западногерманским Bundesmarine было вновь разрешено иметь небольшой военный флот. Первоначально были подняты и отремонтированы затопленные лодки типов XXI и XXIII. В 1960-е Западная Германия вновь вернулась на арену строительства подводных лодок. Однако по причине первоначального ограничения в 450 тонн, Bundesmarine сфокусировались на малых прибрежных субмаринах для защиты от Советского Союза на Балтике. Германия пыталась изыскать продвинутые технологии, чтобы компенсировать малое водоизмещение, в результате чего, к примеру, стала применяться немагнитная сталь для защиты от мин c детекторами магнитных аномалий.
Первоначально подводные лодки проекта 201 были полным провалом по причине разрушения корпусов, однако доработанные подводные лодки проекта 205 стали первым успехом и для флота было построено 12 штук. Продолжая традицию U-boat, новые лодки получили класс U, и их нумерация вновь началась с U-1.
После покупки правительством Дании двух лодок типа 205, Германия осознала выгоду торговли субмаринами на экспорт. Три единицы улучшенного типа 206 были проданы ВМС Израиля, ставшие там классом «Галь». Немецкие ДЭПЛ типа 209 образца конца 1960-х стали самыми популярными субмаринами вплоть до начала XXI века. Всего на 2006 год было построено 51 единиц, и благодаря высокой гибкости изменения комплектации и водоизмещению 1000-1500т, она заняла своё место в военно-морских флотах 14 стран.
В XXI век Германия вошла со своими U-boat типа 212. Эти лодки снабжены воздухонезависимой двигательной установкой, и используют водородные топливные элементы. Эта система гораздо безопаснее предыдущих дизельных двигателей закрытого цикла и паровых турбин, дешевле реакторной установки и тише обеих схем. В то время как Италия заказала подводные лодки проекта 212А, Германия разработала тип 214, являющийся её экспортным вариантом. Именно эти лодки уже закупили Греция, Южная Корея и Турция.
В июле 2006 года Германия ввела в состав флота новейшую U-boat U-34 типа 212.

## См. также

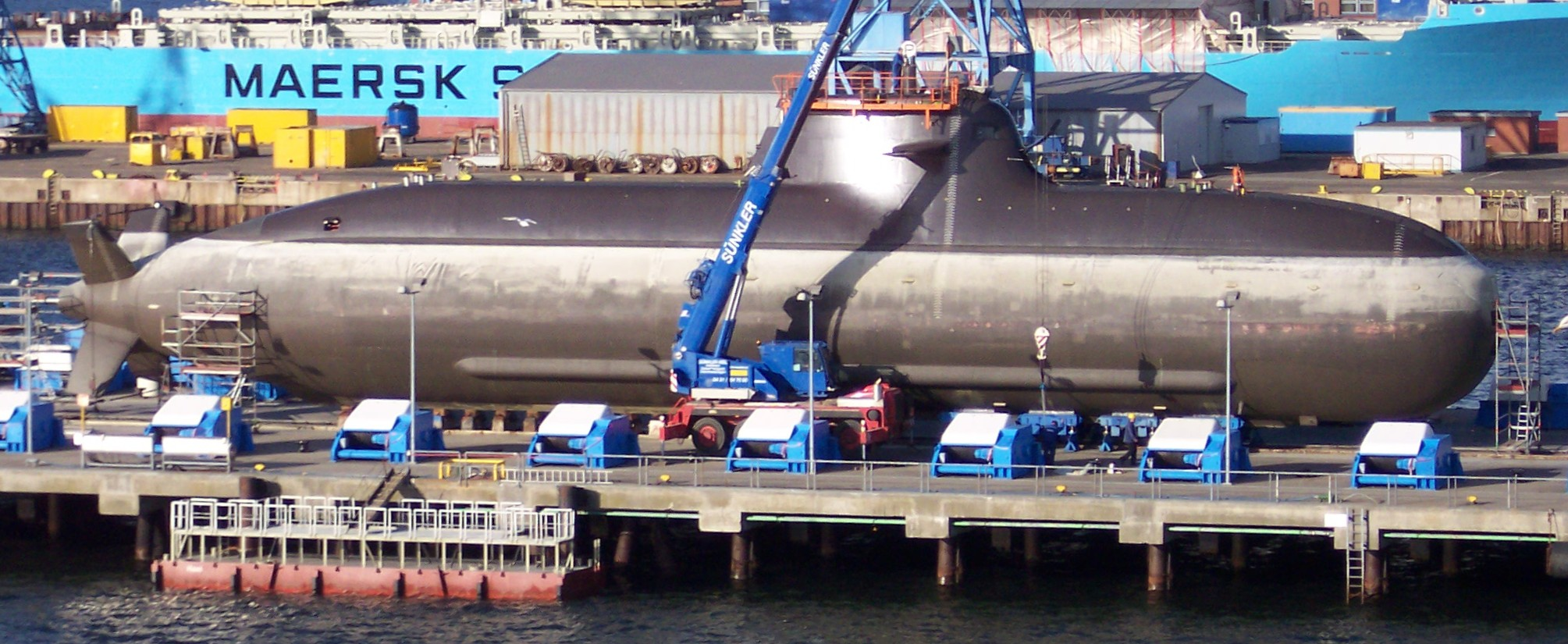
Подводная лодка типа 212 с воздухонезависимой двигательной установкой Bundesmarine в доке HDW/Киль